# Projekt poznania ludzkiego cognomu
Projekt poznania ludzkiego cognomu (ang. Human Cognome Project) – zespół projektów badawczych mających na celu rozszyfrowanie działania ludzkiego mózgu. Nazwa cognom bierze się od łacińskiego cogito (myślę) i nawiązuje do nazwy genom. Cognom oznacza zespół cech określających sposób myślenia człowieka. Podstawowym założeniem projektu jest próba zrozumienia mózgu ludzkiego jako bardzo skomplikowanej maszyny. Naukowcy chcą odszyfrować sposób działania naszego umysłu podobnie, jak to się udało w Projekcie poznania ludzkiego genomu.
Techniki badawcze przydatne w Projekcie poznania ludzkiego cognomu:
- badania fizjologii mózgu z wykorzystaniem modeli w postaci zwierząt laboratoryjnych;
- dokładna analiza anatomii mózgu w oparciu o badanie zamrożonych próbek (projekt wspierany przez Allena[1]);
- wykorzystanie technik obrazowania funkcjonalnego mózgu, np. PET;
- badanie rozwoju mózgu na etapie płodowym oraz u dzieci.

Amerykańska Narodowa Fundacja Naukowa (ang. National Science Foundation, NSF) oraz wiele innych organizacji naukowych włączyło się do Projektu poznania ludzkiego cognomu.
Poznanie genomu niektórych organizmów skłoniło wielu naukowców do prób stworzenia sztucznego życia z syntetycznych fragmentów DNA. Podobnie jednym z celów stawianych szczególnie przez Kurzweila, znanego biznesmena, jest wykorzystanie odkryć związanych z Projektem poznania ludzkiego cognomu do budowy sztucznej inteligencji.